# Romhányi Árpád
Romhányi Árpád (Budapest, 1894. június 19. − Innsbruck, 1987. december végén) tanár, vegyészmérnök, igazgató, cserkész.

## Élete
Szülei Romhányi János (1865-1918) Nyitra vármegye levéltárosa és Kirner Sarolta. Testvére Romhányi Sarolta Mária Leopoldina (1897) volt.
A Nyitrai Piarista Gimnáziumban tanult, ahol a Dugonics önképzőkör alelnöke, Fricsovszky kanonok ösztöndíjas volt. Hersching jutalmat is kapott. 1912-ben ott érettségizett. Osztálytársa volt Látecska Ede Endre és Fraňo Tiso is. Állítólag iskolatársa volt többek között Henney Árpád (Hennel), ő azonban nem szerepel a piarista gimnázium évkönyveiben. A Prágai Német Egyetem kémia, fizika és matematika szakán végzett.
1915-ben tartalékos tisztjelöltté, 1916-ban pedig tartalékos hadnaggyá léptették elő a 4. honvéd tábori ágyús ezrednél, majd beosztották a 37. honvéd tábori tarackosezredbe, és megkapta a II. osztályú Ezüst Vitézségi Érmet. 1917-ben Bronz Katonai Érdeméremmel (Signum Laudis) tüntették ki, hadiszalagon, a kardokkal, majd 1918-ban Ezüst Katonai Érdemérmet kapott, ugyancsak hadiszalagon, a kardokkal. Frontszolgálatáért elnyerte a Károly-csapatkeresztet is. Ezrede 1918. október 31-én hagyta el Laibachot, és erőltetett menetben, de szerencsésen november 11-én értek magyar földre. November 1-el tartalékos főhadnaggyá léptették elő. 1920-ban igazolták.
Az 1930-as évek elején a tornaljai polgári iskola tanítója, s a tornaljai cserkészcsapat vezetője volt.
1934. február 4-től a komáromi bencés gimnázium kémiatanára és cserkészparancsnoka lett. Komáromban cserkész helyettes főparancsnok, s az első bécsi döntés után ő vette át a magyar zászlót. 1938-ban Teleki Pált vezette a Jókai szobában.
1940-ben állományba vették a m. kir. honvédségben, tartalékos főhadnagyi rendfokozatát elismerték.  1940 októberéig és 1942-1944-ben is katonai szolgálaton volt az orosz fronton. 1943-ban tartalékos századossá léptették elő, illetve Magyar Koronás Bronz Éremmel tüntették ki, hadiszalagon. Wojtowicz Richárd kerületi nyilas megbízott kinevezte egyik helyettesévé.
1945-ben emigrált és Ausztriában telepedett le. 1947-ben a csehszlovák járási népbíróság távollétében 10 év szabadságvesztésre ítélte. 1950. júliusa és 1963. júliusa között az Innsbrucki Magyar Gimnázium igazgatója, valamint kémia-, geometria- és matematikatanára volt.
Innsbruckban nyugszik.
Komáromi Ressl János (1924-1962) regényében Romvári néven szerepelteti.

## Művei
- 1937 Természettudományi nevelésünk és műveltségünk. Magyar Írás 6/6
- 1961 Magyarok, Testvéreim! Innsbruck.